# Pseudocanthon perplexus
Pseudocanthon perplexus är en skalbaggsart som beskrevs av Leconte 1847. Pseudocanthon perplexus ingår i släktet Pseudocanthon och familjen bladhorningar. Inga underarter finns listade i Catalogue of Life.